# Carl Wilhelm Bierbrauer

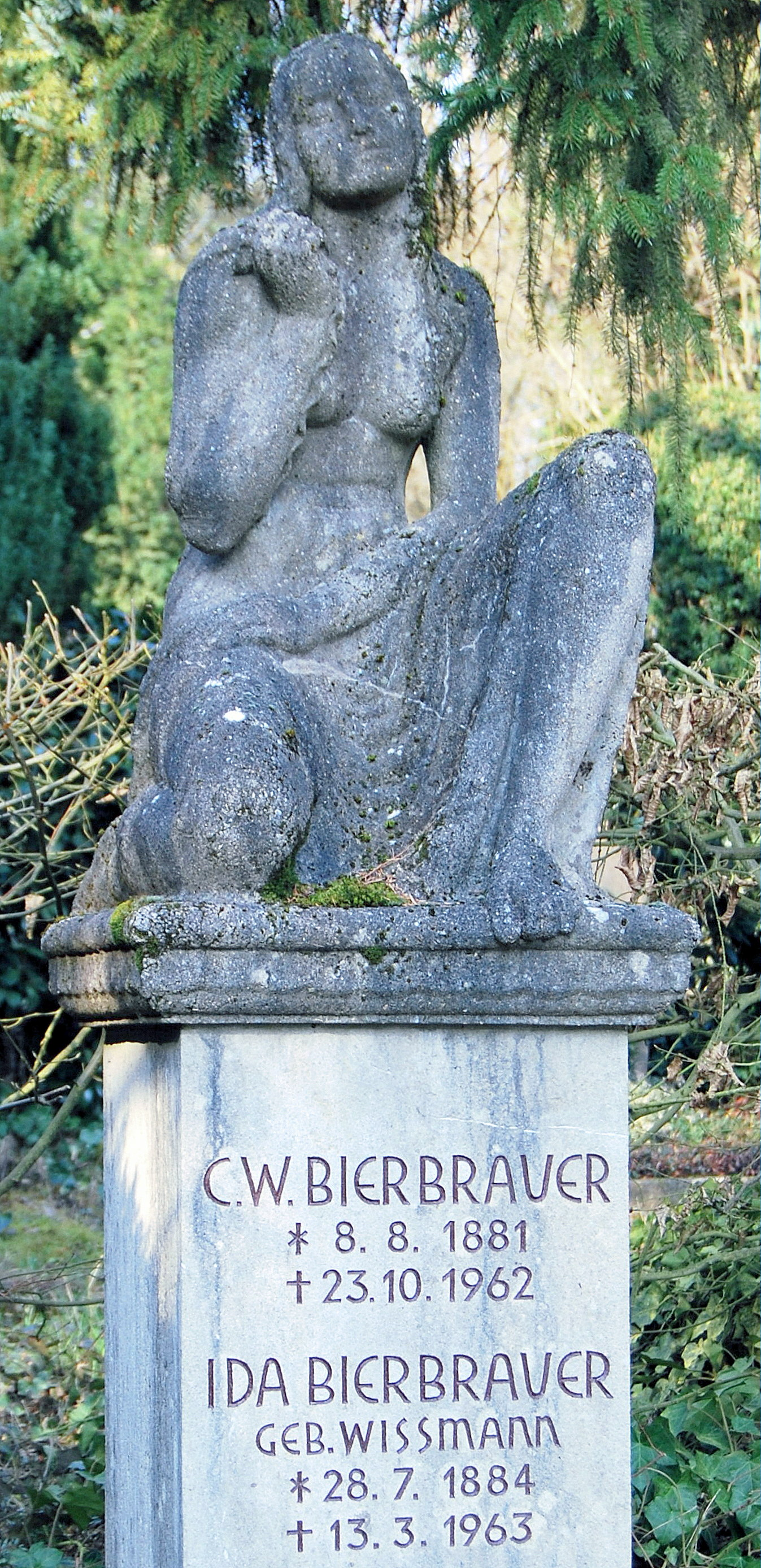
Grab Carl Wilhelm Bierbrauers auf dem Nordfriedhof in Wiesbaden

Carl Wilhelm Bierbrauer, auch häufig Willy Bierbrauer, (* 8. August 1881 in Bierstadt bei Wiesbaden; † 26. Oktober 1962 ebenda) war ein deutscher Bildhauer und Fachschul-Lehrer.

## Leben
Bierbrauer studierte Bildhauerei bei Friedrich Christoph Hausmann am Städelschen Kunstinstitut in Frankfurt am Main.
Von 1913 bis 1933 lehrte er als Dozent an der Städtischen Handwerker- und Kunstgewerbeschule Wiesbaden (Vorgängerin der Werkkunstschule Wiesbaden) und zählt zu den bekannten Wiesbadener Künstlern, deren Arbeiten heute noch das Stadtbild prägen.
Seine letzte Ruhestätte fand er auf dem Nordfriedhof in Wiesbaden.

## Werk
- 1906: plastischer Schmuck am Landeshaus in Wiesbaden
- 1909: plastischer Schmuck an der Trauerhalle auf dem Wiesbadener Südfriedhof[1]
- 1913: Gutenberg-Skulptur am Portal der Nassauischen Landesbibliothek in Wiesbaden
- 1914: plastischer Schmuck an der Nassauischen Landesbank in Wiesbaden (heute Hauptstelle der Nassauischen Sparkasse)
- 1915: Nagelfigur „Eiserner Siegfried“ in Wiesbaden[2][3][4][5]
- 1923: Skulptur der Trauernden als Kriegerdenkmal auf dem Friedhof von Wiesbaden-Medenbach[6]
- 1924: Kriegerdenkmal in Usingen
- 1932: Bauarbeiterdenkmal im Rheingauviertel von Wiesbaden
- 1937: Löwenbrunnen in Idstein
- 1942: Kriegerdenkmal in Idstein (auf Befehl des amerikanischen Stadtkommandanten 1945 zerstört)
- 1952: Freiherr-vom-Stein-Büste (Marmor) im Neuen Rathaus in Wiesbaden

(sowie weitere Kriegerdenkmäler an verschiedenen Orten in der Umgebung von Wiesbaden, u. a. in Wiesbaden-Kloppenheim und Wiesbaden-Naurod)

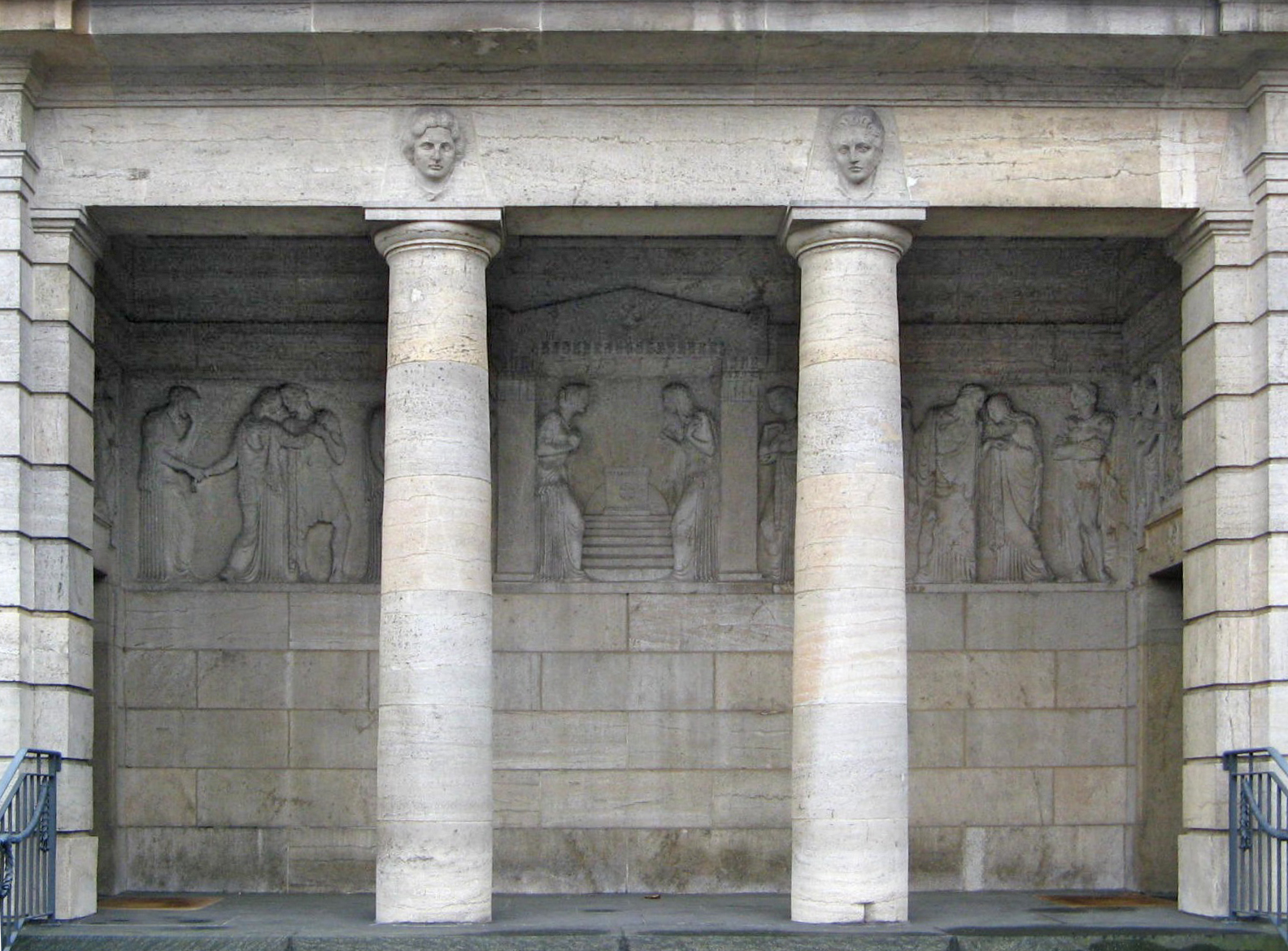
Fries am nördlichen Portikus der Trauerhalle des Wiesbadener Südfriedhofs (1909)
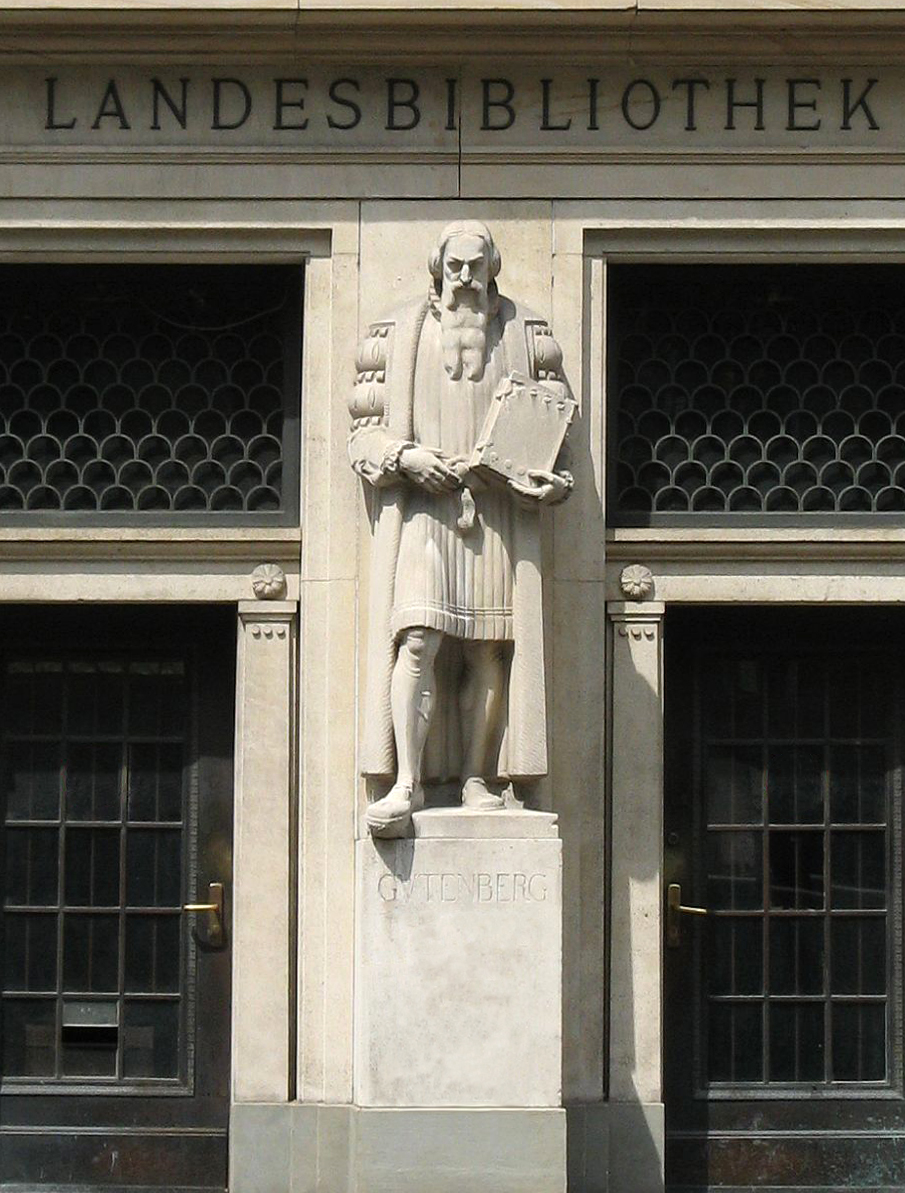
Gutenberg-Denkmal am Portal der Hessischen Landesbibliothek (1913)
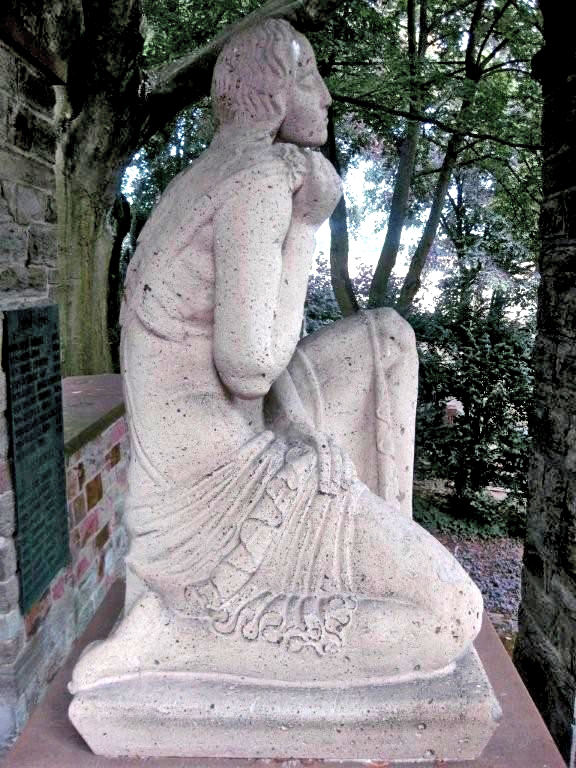
Trauernde auf dem Friedhof in Wiesbaden-Medenbach (1923)
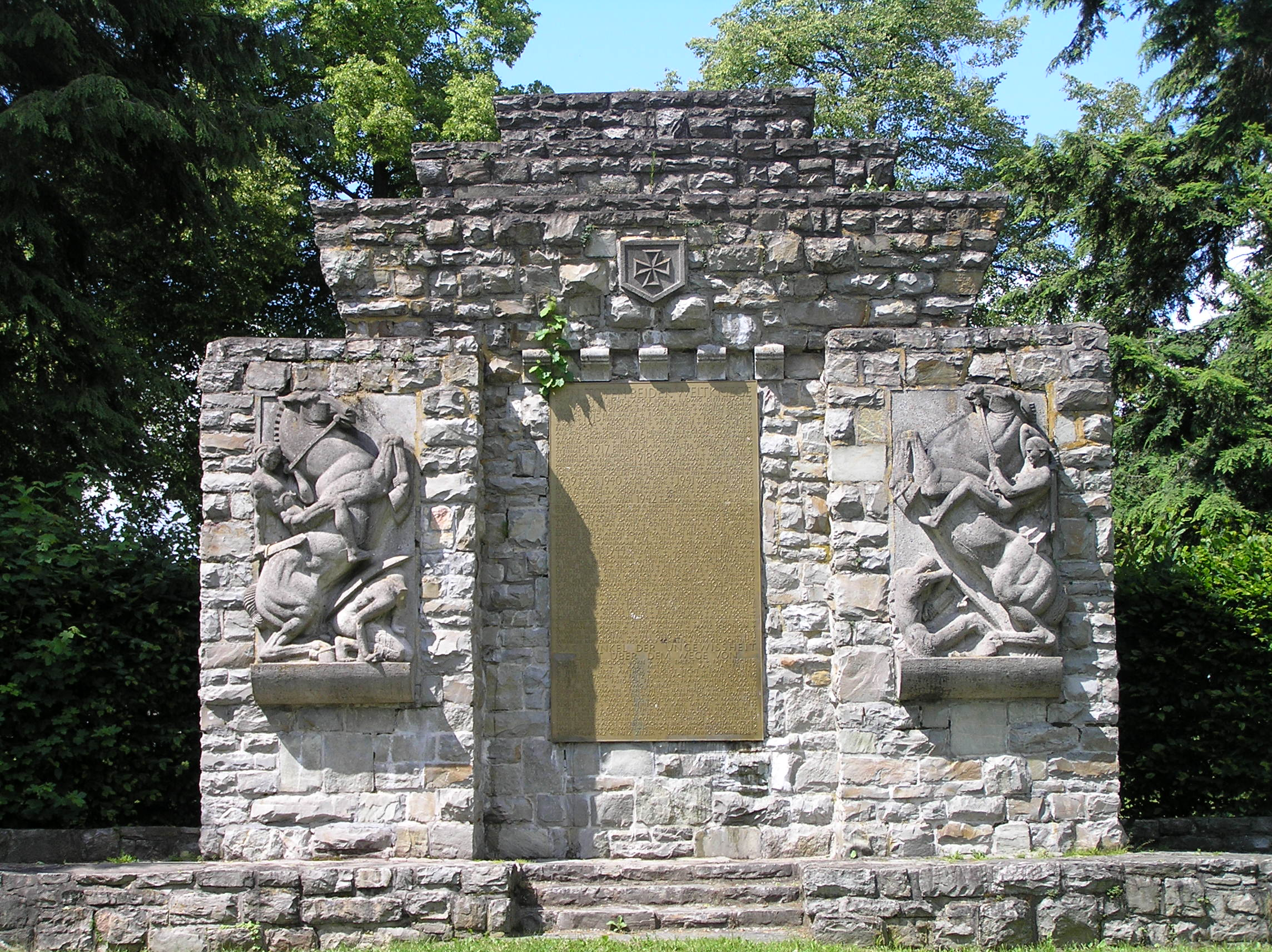
Kriegerdenkmal in Usingen (1924)
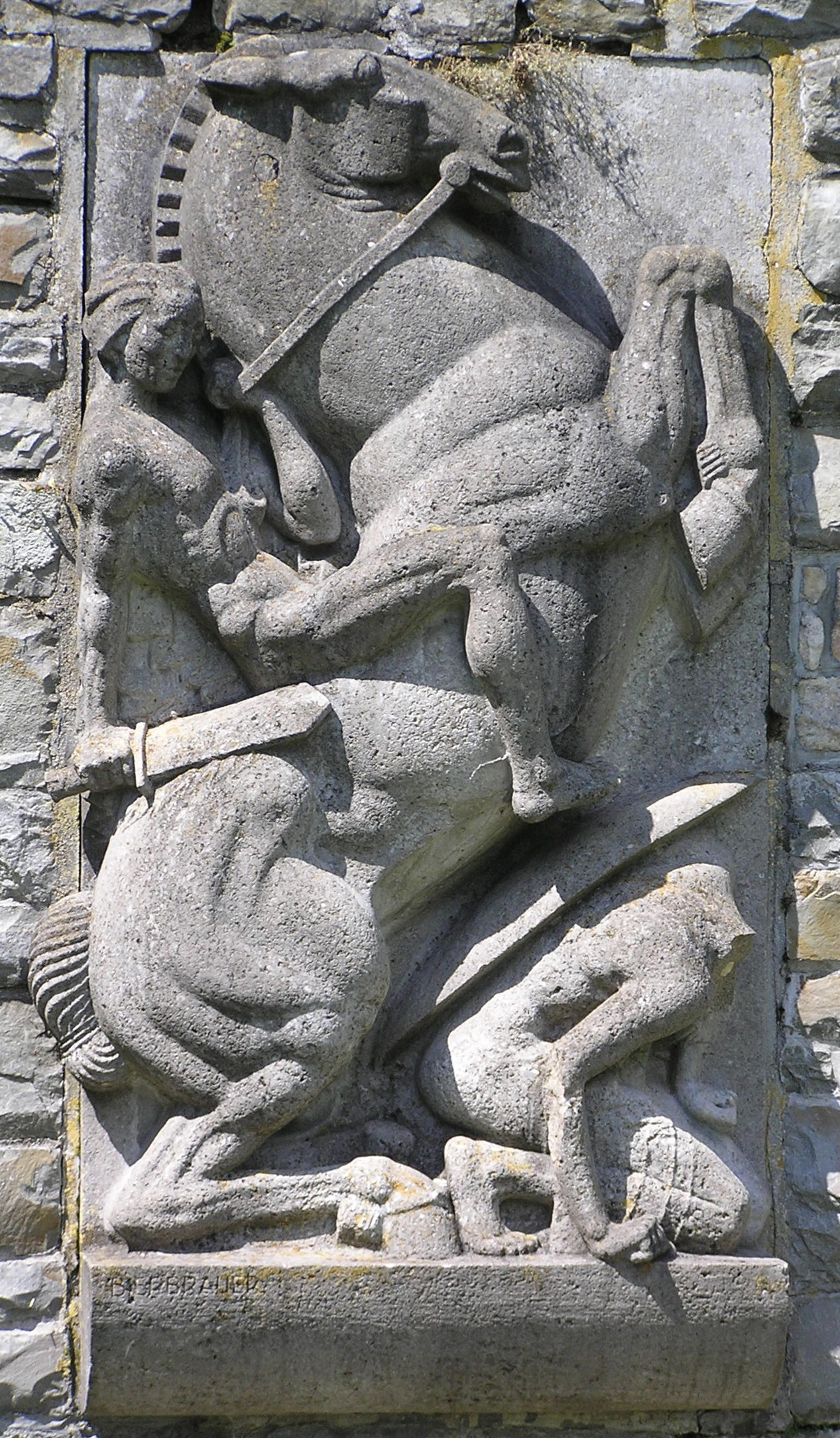
Kriegerdenkmal in Usingen, Detailansicht, linker Flügel
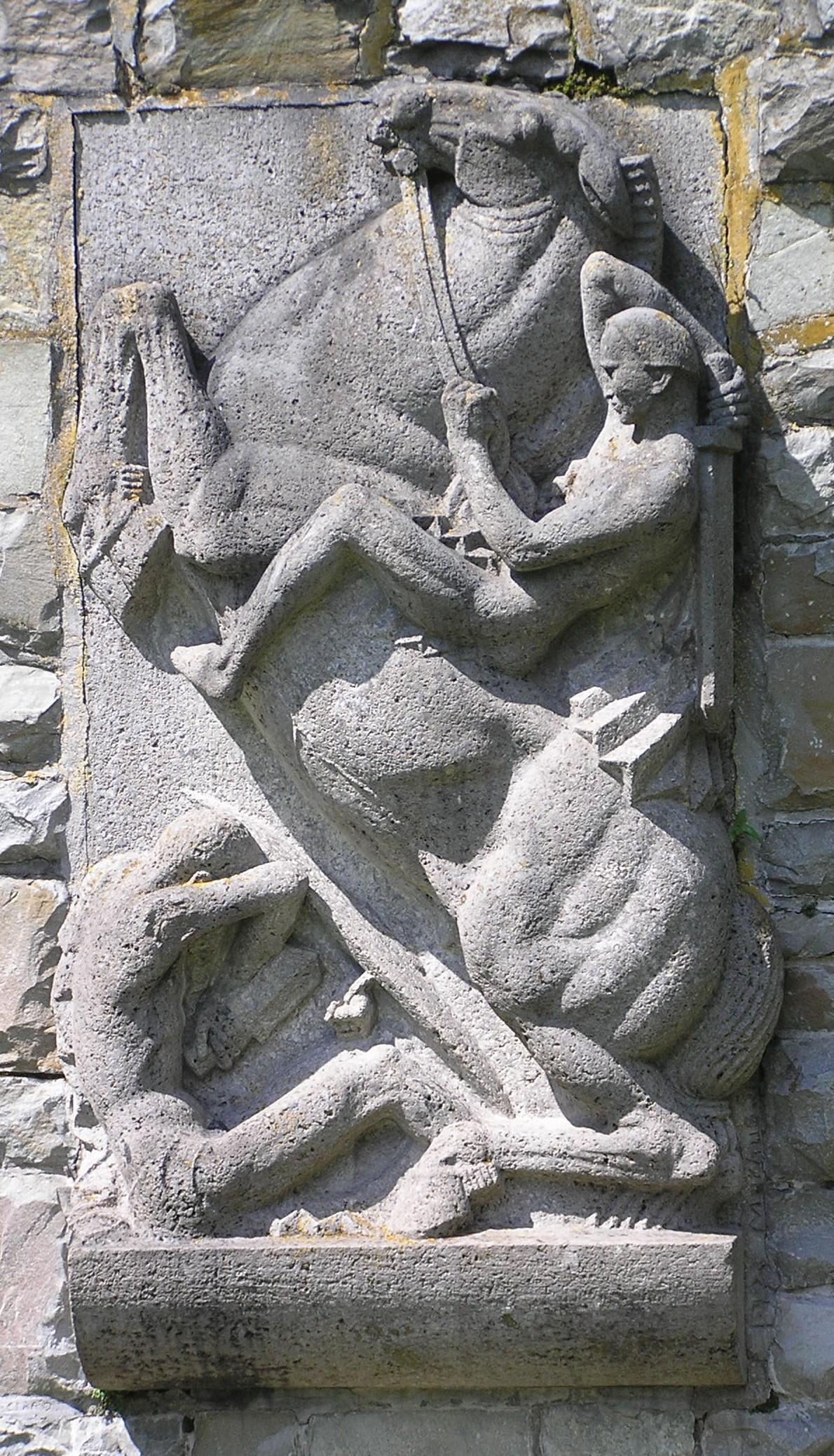
Kriegerdenkmal in Usingen, Detailansicht, rechter Flügel
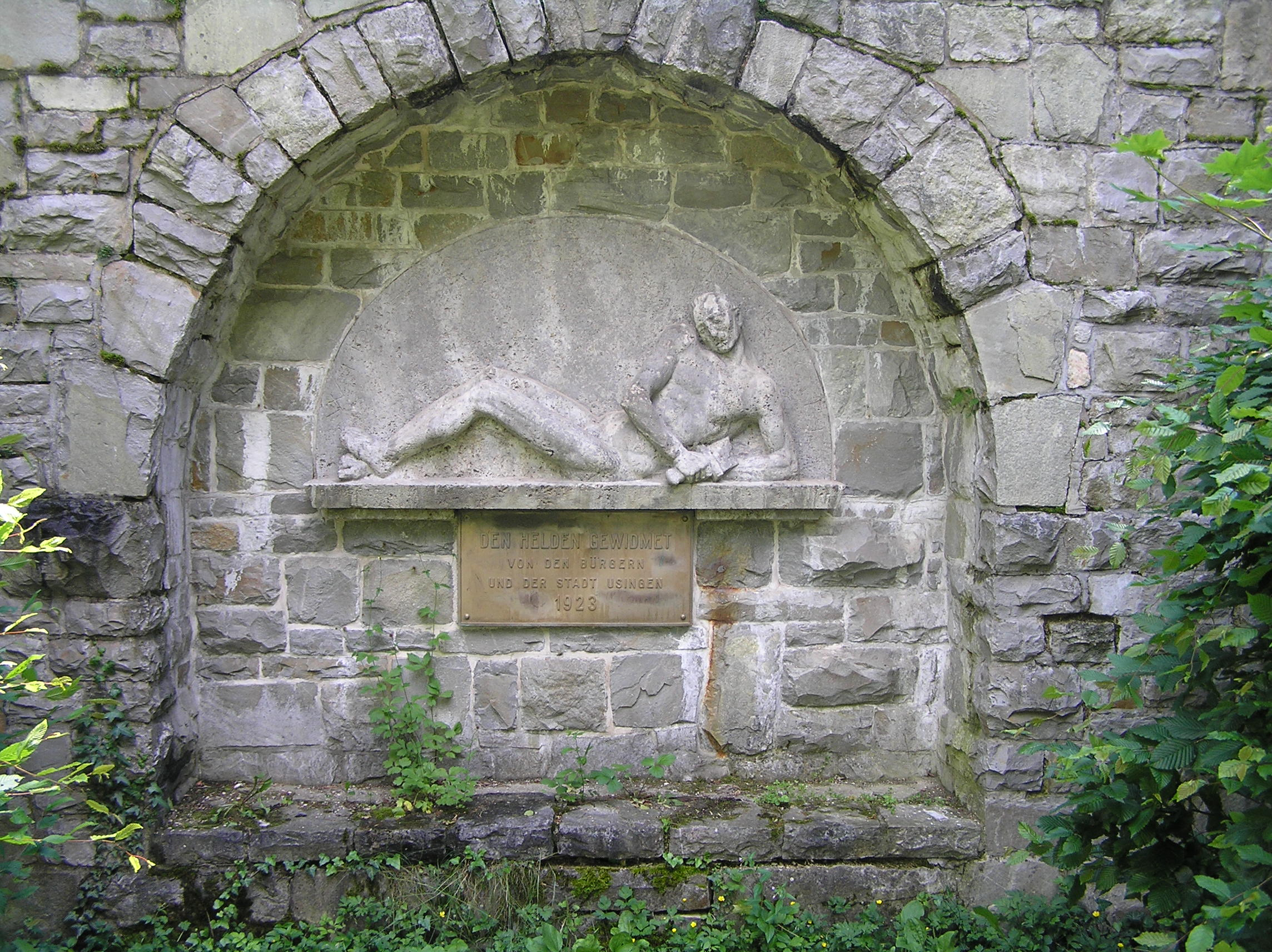
Kriegerdenkmal in Usingen, Rückseite
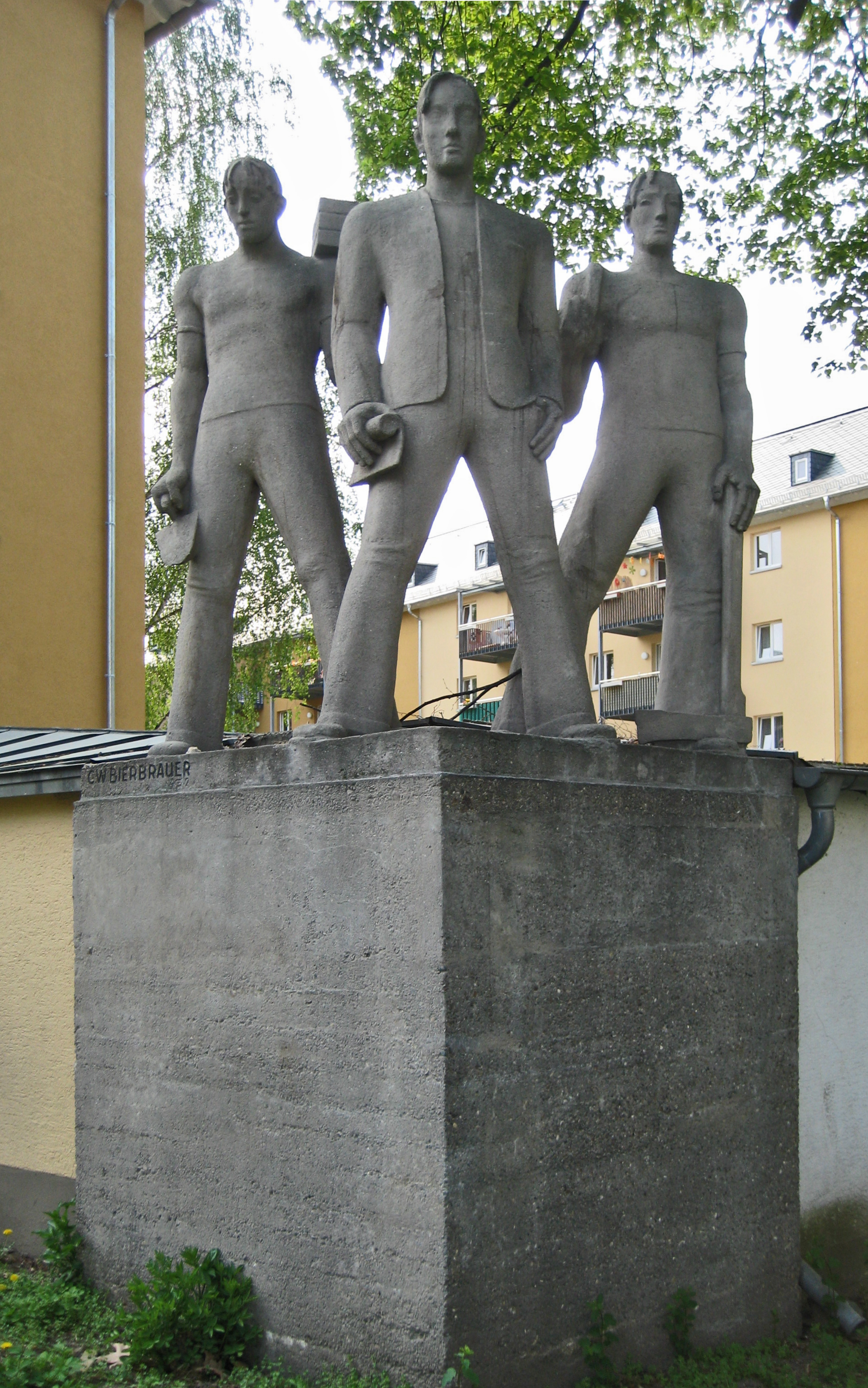
Bauarbeiter-Denkmal in Wiesbaden (1932)
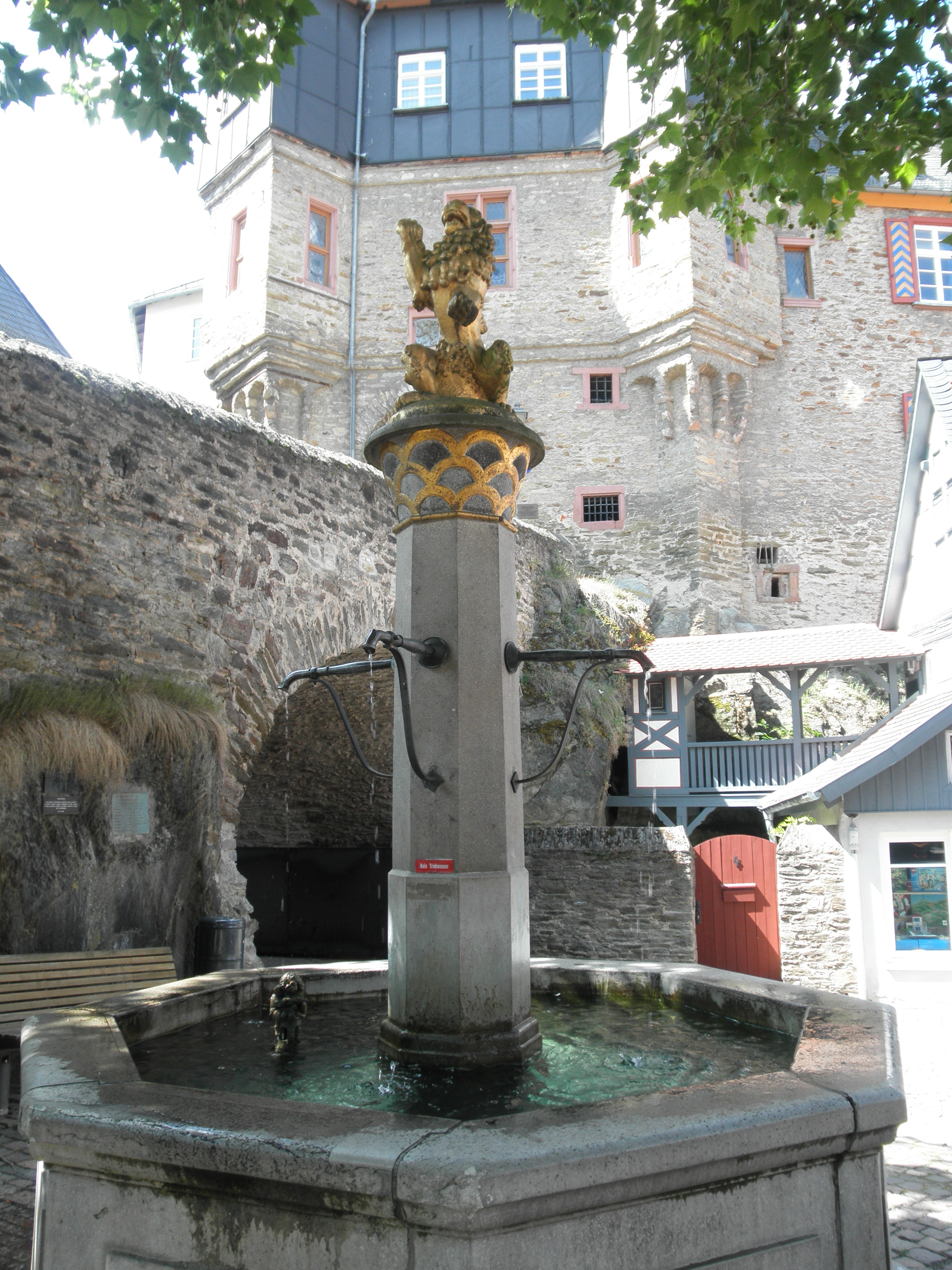
Löwenbrunnen in Idstein (1937)